# Gaetano Cantoni (agronomo)
Gaetano Cantoni (Milano, 5 settembre 1815 – Milano, 18 settembre 1887) è stato un agronomo e politico italiano.

## Biografia
Figlio di Tobia Cantoni e di Carlotta Strambio, nel 1837 si è laureato in Medicina all'Università degli Studi di Pavia, ma si è poi progressivamente dedicato all'agronomia. Luogotenente di Cattaneo durante le Cinque giornate, Cantoni è emigrato, al termine delle vicende del '48, in Svizzera, dove più tardi, nel liceo del Canton Ticino a Lugano, avrebbe insegnato chimica e scienze naturali. Tornato in patria alla fine degli anni Cinquanta, dal 1861 è stato chiamato a dirigere la scuola agricola creata, da un'associazione di comuni lombardi, a Corte Palasio, nei pressi di Lodi: tale esperienza, tuttavia, si sarebbe conclusa un lustro più tardi, a causa dei conflitti con i promotori dell'iniziativa, poco propensi ad investire in strumenti didattico-scientifici. In seguito ha insegnato Agronomia presso il Regio Istituto Tecnico di Torino (1866-1870), fino a quando la Provincia di Milano non ha fondato la Scuola superiore di agricoltura di Milano, seconda sola a quella creata, prima del '48, da Cosimo Ridolfi a Pisa.

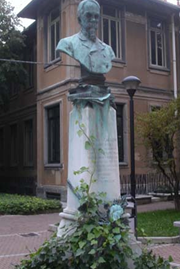
Busto di Gaetano Cantoni all'Università di agraria di Milano dello scultore Ercole Villa

Un parallelo è stato posto fra Ridolfi e Cantoni, che hanno operato in un periodo, la prima metà del XIX secolo, ancora dominata dall'arretratezza della cultura agronomica italiana, tanto che le opere più diffuse tra i possidenti erano i volumi del reggiano Filippo Re, un autore che ignorava, all'inizio di quel secolo, le principali scoperte dei chimici e dei fisiologi vegetali europei, e l'enciclopedia del bolognese Berti Pichat, eclettica personalità di propensioni peripatetiche in pieno Ottocento. Ridolfi e Cantoni, infatti, hanno avuto il merito di avere compreso il significato della svolta copernicana degli studi agronomici, imposta teoricamente da De Saussure e sul piano applicativo da Liebig, propugnando tenacemente il radicale rinnovamento degli studi agrari nazionali. S'inscrive in questa ottica la loro intuizione di fondare una scuola superiore per formare gli agronomi necessari al progresso di un'agricoltura, quale quella italiana, che viveva, dopo l'Unità, di tradizioni fondate sulla ripetizione di pratiche, che non si erano mai confrontate con la scienza. Anche in Cantoni, come in Ridolfi, vi era il convincimento che nel cuore dell'Età moderna un'agricoltura tradizionalista rischiasse di essere schiacciata dalla concorrenza dei prodotti derivati da metodi che adottavano nuovi fertilizzanti, sementi selezionate, meccanizzazione razionale. Seppure sarà necessaria una generazione intermedia per la realizzazione dell'obiettivo di formare agronomi competenti, quando l'Italia disporrà, all'alba del XX secolo, di una compagine di agronomi di formazione europea non sarà difficile, come è stato osservato, identificarne la matrice culturale nell'insegnamento di Cantoni e di Ridolfi.
Nel 1868 ha fondato, e per un decennio diretto, finché non è stato sostituito da Ottavio Ottavi, il periodico l'«Almanacco agrario». Ha scritto numerosi trattati e manuali relativi all'agricoltura e ha curato, per la UTET, i quattro volumi dell'«Enciclopedia agraria italiana» usciti tra il 1880 e il 1882. Le sue ceneri sono al Cimitero Monumentale di Milano.

## Opere principali
- Osservazioni critiche intorno ad alcune pratiche comunemente seguite nell'educazione del baco da seta, Silvestri, Milano 1847 (leggi su Wikisource)
- Trattato completo di agricoltura, 2 voll., Vallardi, Milano 1853-1855 (III ed. in 3 voll. nel 1885) (leggi su Wikisource Volume I e II)
- Nuovi principj di fisiologia vegetale applicati all'agricoltura, Vallardi, Milano 1859 (leggi su Wikisource)
- L'agricoltura in questi ultimi tempi, in «Il Politecnico», 1860-1862, voll. 22 (pp. 255–282) e 25 (pp. 195–210)
- Relazione sulla industria del lino, Pellas, Firenze 1868
- Comizi agrari del regno d'Italia, 3 voll., UTET, Milano 1870
- I sussidi all'agricoltura, Stabilimento Civelli, Firenze, 1870 (leggi su Wikisource)
- Études pratiques sur la culture du lin, Librairie agricole de la maison rustique, Paris 1876
- Frumento e mais, manuali Hoepli, Milano 1882
- Il tabacco, manuali Hoepli, Milano 1882
- Saggio di fisiologia vegetale, Vallardi, Milano 1883
- Il prato, manuali Hoepli, Milano 1884
- L'agricoltura in Italia. Dieci anni di sperienze agrarie eseguite presso la R. Scuola superiore di agricoltura di Milano, Hoepli, Milano 1885